# Le Fils de Tarzan (film, 1920)
Pour l’article homonyme, voir Le Fils de Tarzan.

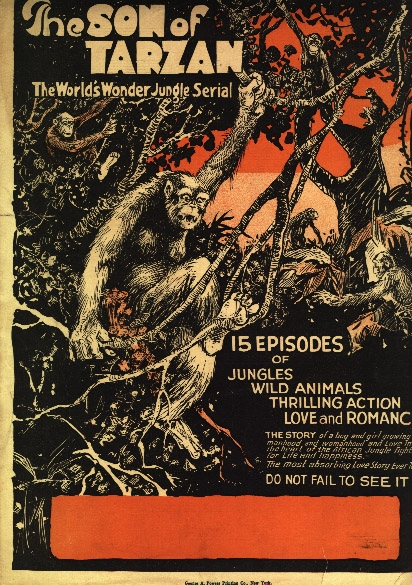
Affiche du serial.

Le Fils de Tarzan (The Son of Tarzan) est un serial américain en 15 épisodes réalisé par Harry Revier et sorti en 1920. Il est inspiré du roman éponyme d'Edgar Rice Burroughs.

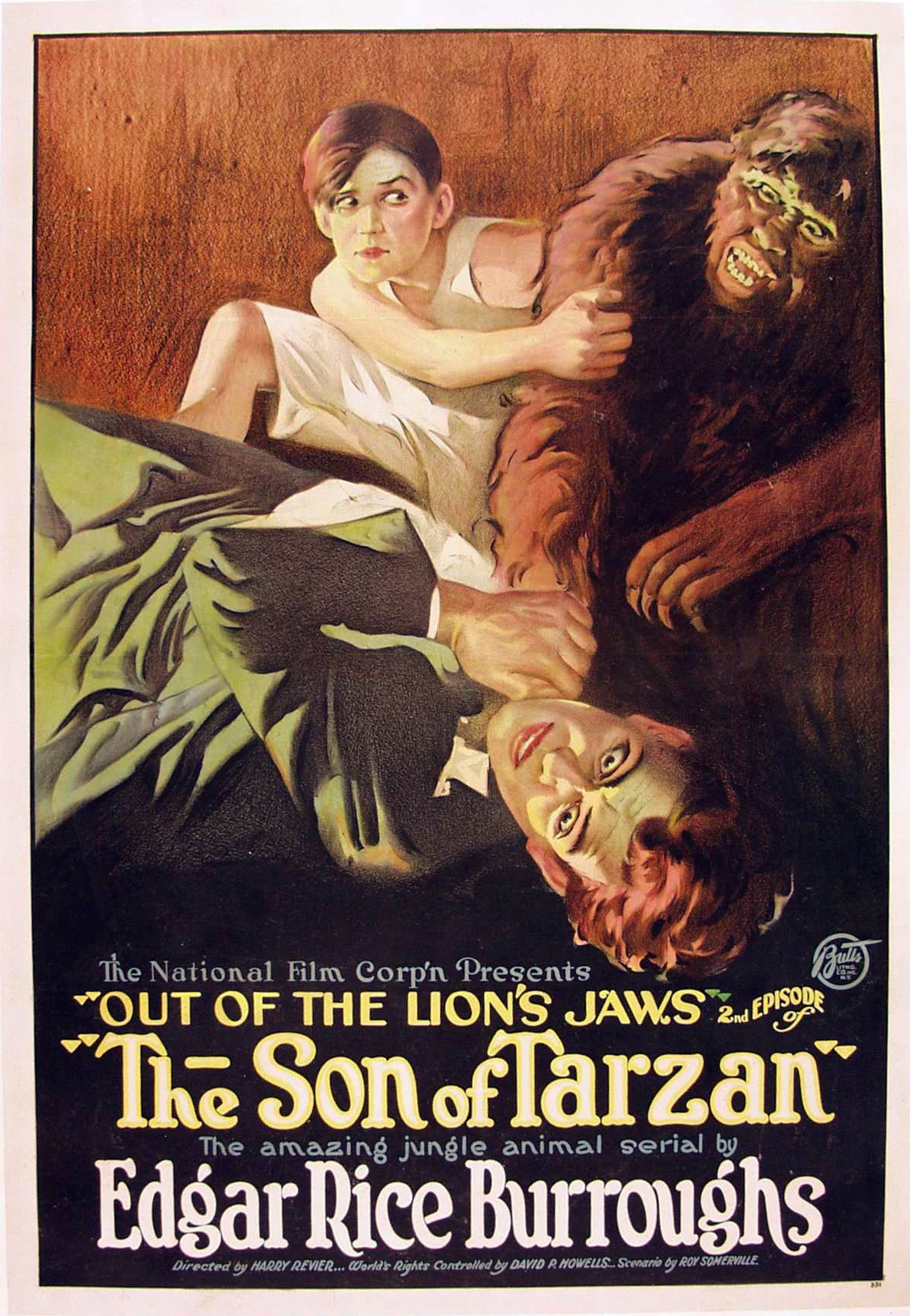
Affiche de l'épisode n°2
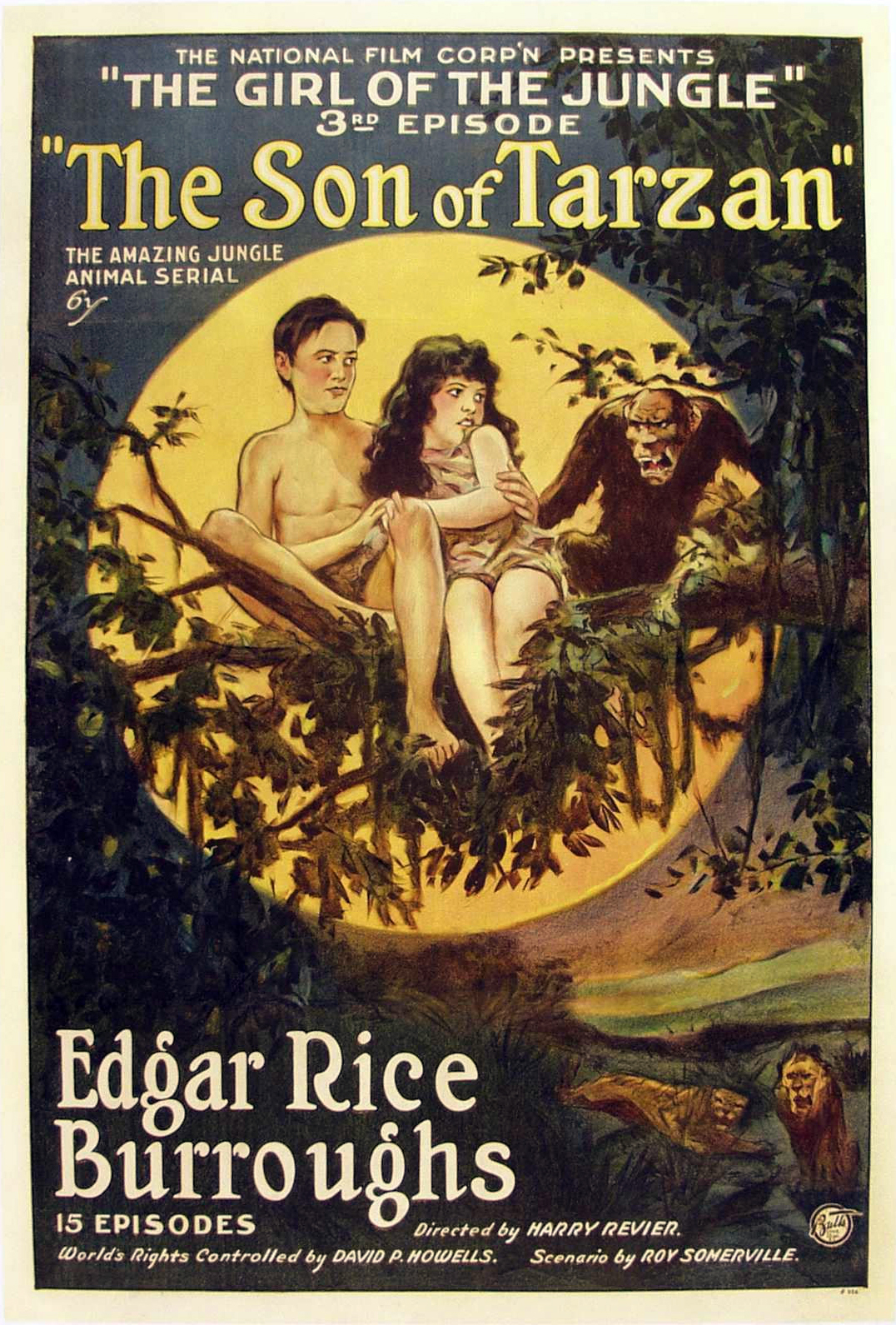
Affiche de l'épisode n°3
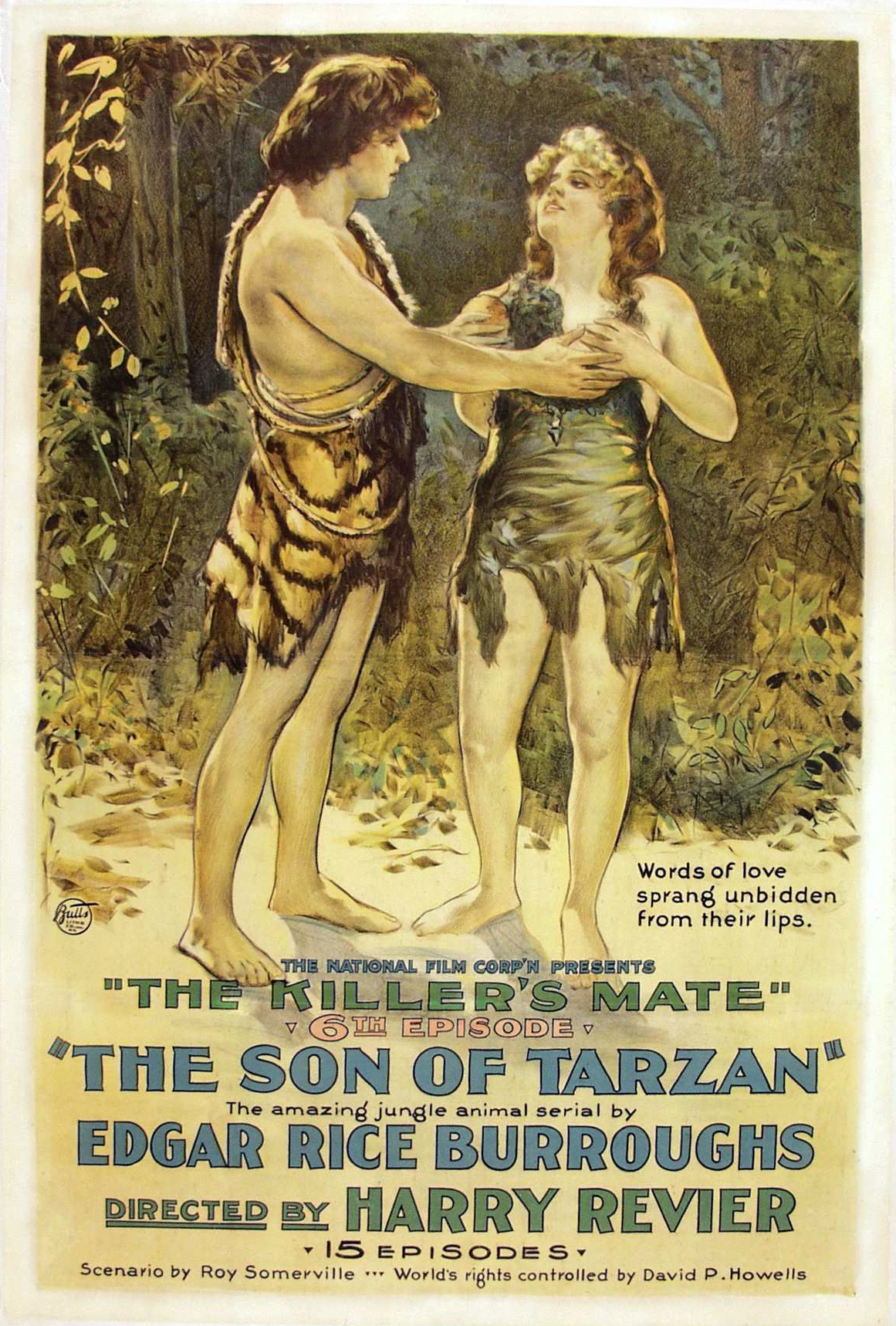
Affiche de l'épisode n°6

## Titres des épisodes
1. The Call of the Jungle
2. Out of the Lion's Jaws
3. Girl of the Jungle
4. The Sheik's Revenge
5. The Pirate's Prey
6. The Killer's Mate"
7. The Quest of the Killer
8. The Coming of Tarzan
9. The Kiss of the Beast
10. Tarzan Takes the Trail
11. Ashes of Love
12. Meriem's Ride in the Night
13. Double-Cross
14. Blazing Hearts
15. The Amazing Denouement

## Fiche technique

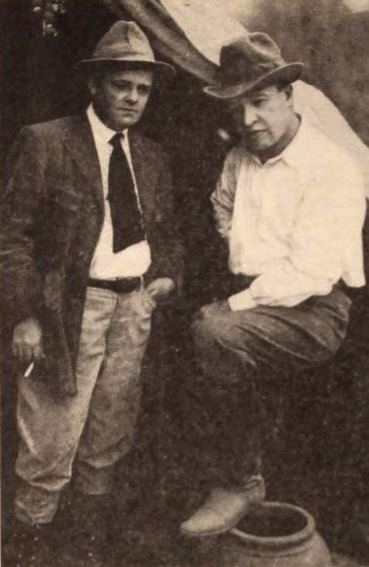
Le réalisateur Harry Revier avec le scénariste Roy Somerville sur le tournage du film.

- Réalisation : Harry Revier et Arthur J. Flaven
- Scénario : Roy Somerville d'après l'histoire The Son of Tarzan d'Edgar Rice Burroughs
- Producteur : 	David P. Howells
- Photographie : Charles G. Clarke[1]
- Distributeur : National Film Corporation of America
- Genre : Drame, aventure[2]
- Durée : 253 minutes (15 chapitres)
- Date de sortie :
  - États-Unis : mai 1920 (premier épisode, le dernier épisode est sorti en 1921)

## Distribution
- Gordon Griffith : Jack Clayton/Korak, le fils de Tarzan (enfant)
- Mae Giraci : Meriem (enfant)
- Kamuela C. Searle : Jack Clayton/Korak (adulte)
- Manilla Martan : Meriem, la compagne de Jack Clayton/Korak (adulte)
- Perce Dempsey Tabler (en) : Tarzan
- Karla Schramm : Jane
- Eugene Burr : Ivan Paulovich
- Frank Morrell : Sheik Amor Ben Khatour
- Ray Thompson : Malbihn
- Saville De Sacia
- Frank Earle
- Kathleen May
- Lucille Rubey

## Production
La production du film commence le 15 mai 1920. Le tournage qui devait initialement se dérouler sur une île tropicale a finalement été réalisé en Californie. Des décors ont été construits spécialement pour le film, dont certaines scènes se déroulent dans le Tarzana Ranch, propriété de Burroughs, dans la vallée de San Fernando. Les animaux proviennent d'un zoo voisin. Le budget est de 106 000 $, ce qui est relativement conséquent pour un serial à cette époque. Lors d'une scène de combat, l'acteur Dempsey Tabler qui joue le rôle de Tarzan se casse plusieurs côtes